# Drumul drept
Drumul drept este un film românesc din 1985 regizat de Olimp Vărășteanu.